# Іртишкіно
Ірти́шкіно (рос. Иртышкино) — селище у складі Красногорського району Алтайського краю, Росія. Входить до складу Красногорської сільської ради.

## Населення
Населення — 2 особи (2010; 13 у 2002).
Національний склад (станом на 2002 рік):
- росіяни — 92 %